# 이수휴
이수휴(李秀烋, 1937년 9월 12일 ~ , 경남 창원)는 대한민국의 경제관료이다.
서울대학교 경제학과를 졸업했고 14회 고등고시 행정과에 합격하여 공직에 입문하였다. 재무부 이재국장과 증권국장, 제8대 관세청장, 제36대 재무부 차관, 제26대 국방부 차관, 제4대 보험감독원 원장, 제17대 은행감독원장을 역임했다. 그 후로 삼성중공업 사외이사, 동부화재 사외이사 등을 지냈다.

## 학력
- 마산고등학교 졸업
- 서울대학교 경제학 학사

## 참고 자료
- “네이버 인물지식”.